# Enicospilus garionus
Enicospilus garionus là một loài tò vò trong họ Ichneumonidae.